# Сегеда Сергій Петрович
Сергій Петрович Сегеда (нар. 28 квітня 1949, Барвінкове, Харківська область) — український антрополог та етнолог, доктор історичних наук, професор. Провідний науковий співробітник Інституту народознавства НАН України.

## Життєпис

Сергій Петрович Сегеда на презентації своєї [http://instpres.univ.kiev.ua/node/176 книги

Народився 28 квітня 1949 р. у м. Барвінкове Харківської області. У 1971 р. закінчив історичний факультет Київського державного університету ім. Т. Г. Шевченка. Спеціалізувався з етнографії. Дипломна робота «Чехи на Волині наприкінці XIX ст.». У 1971—1974 рр. навчався в аспірантурі Інституту мистецтвознавства, фольклору та етнографії АН УРСР й Інституту археології АН УРСР за спеціальністю «антропологія».
Після закінчення аспірантури з листопада 1974 р. по березень 2000 р. працював в Інституті археології НАН України, де пройшов шлях від молодшого наукового співробітника до завідувача сектора антропології. У 1981 р. захистив кандидатську дисертацію в Інституті етнографії ім. М. М. Миклухо-Маклая АН СРСР в Москві на тему «Одонтологічна і дерматогліфічна характеристика українців Подніпров'я у зв'язку з питаннями етногенезу».
З березня 2000 р. по липень 2012 р. працював в Українському етнологічному центрі Інституту мистецтвознавства, фольклористики та етнології ім. М. Т. Рильського НАН України, в тому числі на посаді головного наукового співробітника, з 2006 р. мав вчене звання професора. У 2002 р. захистив тут докторську дисертацію на тему «Антропологічний склад українського народу: етногенетичний аспект». Доктор історичних наук за двома спеціальностями: «етнологія» й «антропологія».
З липня 2012 р. працює провідним науковим співробітником Інституту народознавства НАН України. Наукову діяльність поєднує з викладацькою роботою. Нині є професором кафедри фольклористики Інституту філології Київського національного університету імені Т. Шевченка (з 2002 р.) і кафедри етнології та культурної антропології Щецинського університету (Польща, з 2007 р.).

## Наукові інтереси та досягнення
Спеціаліст у царині етнічної антропології та етнології народів Центрально-Східної Європи. Створив власну концепцію антропологічного складу українського народу. Досліджує антропологічні аспекти етногенезу та етнічної історії українського народу, зробив великий внесок у з'ясування генетичних витоків населення України. Привіз із Москви череп кошового отамана Івана Сірка, брав участь у пошуках місця поховання гетьмана Івана Мазепи на території Румунії. Неодноразовий учасник антропологічних, археологічних та етнографічних експедицій на території України, Білорусі, Росії, Узбекистану, Молдови, Естонії тощо. Автор навчальних видань для студентів вищих навчальних закладів, затверджених Міністерством Освіти і Науки України, в тому числі першого в Україні монументального підручника з антропології (2009).

## Наукові праці
Автор понад 200 друкованих наукових праць, опублікованих в Україні, Російській Федерації, Польщі, Чехії, США, Фінляндії, Угорщині тощо. Серед них:
- Украинцы // Этническая одонтология СССР. — М.: Наука, 1979. — С. 32-47.
- Одонтологическая и дерматоглифическая характеристика украинцев Поднепровья в связи с вопросами этногенеза: Дис… канд. ист. наук: 03.00.14. — М.: Институт этнографии им. Н. Н. Миклухо-Маклая Академии наук СССР, 1980. — 22 с.
- Людина та її розвиток / Данилова Є. І., Сегеда С. П. — К.: Рад. школа, 1985. — 153 с.
- Одонтологические исследования украинского народа: основные результаты и очередные задачи // Проблемы эволюционной морфологии человека и его рас. — М.: Наука. — 1986. — С. 176-181.
- Dental data as a source of ethnogenetic information based on materials from the culture of the Chernyakhivsk. // Variability and Evolution, Vol. 4: 129—134, Tab.1, Adam Mickiewicz University, Faculty of Biology, Poznan, 1994
- Wyniki wstępnej analizy kraniologicznej i odontologicznej ludności grupy masłomęckiej. Annales Universitatis Mariae Curie-Sklodowska, 49 (16C) / Kozak-Zychman W., Segeda S. P. — Lublin: Uniwersytet Marii Curie-Skłodowskiej, 1994. — S. 213-247.
- Основи антропології: Навчальний посібник для студентів історичних спеціальностей внз. — К.: Либідь, 1995. — 208 с.
- Антропологічні особливості людності Українського Полісся // Древляни. Збірник статей і матеріалів з історії та культури Поліського краю. — Львів: Інститут народознавства НАН України. — 1996. — Вип. 1. — С. 83-96.
- Антропологічні особливості населення Лемківщини // Лемківщина. Історико-етнографічне дослідження: В 2-х т. / Наук. кер. пр. С. Павлюк, відп. ред. Ю. Гошко. — Львів: Інститут народознавства НАН України, 1998. — Т.1: Матеріальна культура. — С. 36-41.
- Історія первісного суспільства: Підручник для студентів гуманітарних спеціальностей внз / Станко В. Н., Гладких М. І., Сегеда С. П. — К.: Либідь, 1999. — 240 с.
- Антропологічний склад українців Східних Карпат // Етногенез та етнічна історія населення Українських Карпат: У 4 т. / Гол. ред. і кер. пр. С. Павлюк. — Львів, 1999. — Т.1: Археологія та антропологія. — С. 461-482.
- Людність і розселення. Антропологічний склад // Українці. Історико-етнографічна монографія: У 2 кн. / За наук. ред. А. Пономарьова. — Опішне: Українське народознавство, 1999. — Кн.1. — С. 115-122.
- Антропологічний склад давнього населення України: етногенетичні аспекти // Етнічна історія давньої України / П. П. Толочко, Д. Н. Козак, О. П. Моця, В. Ю. Мурзін, В. В. Отрощенко, С. П. Сегеда. — К.: Інститут археології НАН України, 2000. — С. 242-276.
- Антропологічний склад давньоруського населення // Давня історія України: В 3-х т. / За ред. П. П. Толочка. — К.: Інститут археології НАН України, 2000. — Т.3: Слов'яно-Руська доба. — С. 505-514.
- Антропологічний склад українського народу: етногенетичний аспект. — К.: Видавництво ім. Олени Теліги, 2001. — 256 с.
- Антропологія: Навчальний посібник для студентів гуманітарних спеціальностей внз. — К.: Либідь, 2001. — 336 с.
- Етнічна та етнокультурна історія України: У 3 т. Т.1. Кн.2. / В. Д. Баран, Л. Л. Залізняк, В. М. Зубар, В. В. Німчук, В. В. Отрощенко, С. П. Сегеда. — К.: Наукова думка, 2005. — С. 297-350.
- Odontological analysis of Wielbark Culture population from Kowalewko cemetery, Poland // Current Trends in Dental Morphology Research: Refereed full papers from 13th International Symposium on Dental Morphology, 24-27 August 2005, Łódź, Poland / Serhiy Segeda, Janusz Piontek, Artur Rewekant. — Łódź.: University of Łódź Press, 2005. — S. 127-139.
- Wspólne korzenie cywilizacyjne Polski i Ukrainy (historia, etnologia, arheologia). — Lublin: Publikacja Europejskiego Kolegium Polskich i Ukraińskich Uniwersytetów, 2007. — 183 s.
- Antropologia o pochodzeniu Słowian. Monografie Instytutu Antropologii UAM: Nr 12 / Piontek J., Iwanek B., Segeda S. — Poznań: Uniwersytet im. A. Mickiewicza, 2008. — 155 s.
- Антропологія: Підручник для студентів гуманітарних спеціальностей внз. — К.: Либідь, 2009. — 424 с.
- Гетьманські могили. — К.: Наш час, 2009. — 440 с. — (Сер. «Невідома Україна»).
- У пошуках предків. Антропологія та етнічна історія України. — К.: Наш час, 2012. — 462 с. — (Сер. «Невідома Україна»).